# Joánisz Theodorópulosz
Joánisz Theodorópulosz (görög nyelv: Ιωάννης Θεοδωρόπουλος) (Görögország, Evritania ? – ?) olimpiai bronzérmes görög rúdugró atléta.
A legelső újkori nyári olimpián, az 1896. évi nyári olimpiai játékokon, Athénban indult atlétikában, egy versenyszámban: rúdugrásban bronzérmes lett.
Klubcsapata az Ethnikos GS volt.